# Tetrahidrokanabinol
Tetrahidrokanabinol (engl. tetrahydrocannabinol (THC)) je psihoaktivna supstanca. Nalazi se u indijskoj konoplji, poznatije kao marihuana. Suvo lišće ženske biljke kanabisa sadrži od 3% do 22% THC-a.
THC je izolovan u Izraelu 1964. godine. U mnogim zemljama se danas koristi u medicinske svrhe, dok je po zakonu Republike Srbije posedovanje i upotreba marihuane predmet krivičnog kažnjavanja.

## Otkriće
Dr Rafael Mešulam, naučnik iz Izraela, je prvi put izolovao i sintetisao THC iz biljke kanabisa.
Kao postdiplomski student je ranih 1960-ih godina, dr Mešulam je primetio da su aktivna jedinjenja iz morfina i kokaina izolovana, ali niko još uvek nije izolovao aktivno jedinjenje iz marihuane. Kako bi što pre sproveo svoje istraživanje, on je ilegalno nabavljao marihuanu od svojih prijatelja iz policijskog odeljenja, prekršivši time zakon. Godina 1964. predstavlja početak njegove duge karijere posvećene istraživanju kanabisa.
Izolovanje THC-a je dr Mešulamu otvorilo put za mnoga dalja otkrića i donelo mu brojna priznanja, uključujući i Nagradu za otkriće u 2011. godini (Discovery Award) od strane Nacionalnog instituta o zloupotrebi droga i opojnih sredstava.
Uprkos tome što je najpoznatiji sastojak marihuane, THC je samo jedan od mnogih sastojaka iz ove biljke koji se koriste u medicinske svrhe. THC spada u posebnu klasu jedinjenja koji se nazivaju kanabinoidi. Od dr Mešulamovog otkrića, do danas je više od 60 drugih kanabinoida iz ove biljke identifikovano i izolovano. Činjenica je da su CBD, poznat i kao kanabidiol, i THC glavni sastojci kanabisa, prisutni u najvećoj koncentraciji i to 40%, odnosno od 3% do 22%.

## Sintetski THC
Iako je THC još uvek nedozvoljena supstanca u Srbiji, te posedovanje i upotreba marihuane je po zakonu Republike Srbije predmet krivičnog kažnjavanja, kao i mnogim zemljama širom sveta, sintetska verzija ove hemikalije je decenijama već dozvoljena.
Prvi lek zasnovan na THC-u, je pilula koja se prodaje pod nazivom Marinol (naučni naziv dronabinol). Uprava za hranu i lekove je odobrila njegovo korišćenje kao lek za hemoterapijsko prouzrokovanu mučninu i povraćanje.
Pored marinola, koji je i danas najpoznatiji lek sa sintetskim THC-om, mnoge druge farmaceutske kompanije su razvile lekove na istoj bazi. Tu se ubrajaju Cesamet (naučno nabilon), sintetski izomer THC-a, kao i Sativeks (naučno nabiksimols), ceo ekstrakt kanabisa koji se primenjuje kao sprej za oralnu upotrebu.

## Uticaj na organizam
Membrane određenih nervnih ćelija koje sadrže proteinske receptore, vezuju THC koji se apsorbuje u masnom tkivu u različitim organima. 
Kad se smesti, THC otpušta seriju ćelijskih reakcija koje menjaju stanje svesti. Efekti marihuane zavise od jačine i potencije THC-a koji sadrži. Jačina droge se meri u odnosu na prosečnu količinu THC-a.
Marihuana je štetna i rizična po zdravlje. Veoma je teško precizno ispitivati dejstvo marihuane, s obzirom na činjenicu da ne postoji sistem u našem organizmu na koji ona ne deluje. Pored toga, ova droga u sebi kombinuje dejstvo različitih kategorija droga kao što su alkohol, sredstva za smirenje ili halucinogene droge. 
Marihuana može biti štetna na mnogo načina, kako u trenutku uzimanja, tako i tokom dužeg vremena konzumiranja. Letalna, odnosno smrtna doza THC-a nije poznata, što znači da u stručnoj literature nije poznat nijedan slučaj smrtnog ishoda usled predoziranja marihuanom. Pretpostavlja se da je letalna doza oko 40 000 puta veće od minimalne efektivne doze. Samim tim, praktično je neizvodljivo uobičajenim putem CYP2Ckonzumiranja uzeti ovoliku količinu marihuane, odnosno THC-a.

### Simptomi
Upotreba marihuane prouzrokuje probleme sa pamćenjem i učenjem, zaboravljanje, gubitak koordinacije, dezorijentisanost, iskrivljenu percepciju, muku, vrtoglavicu, ubrzani rad srca, anksioznost i napade panike, napade paranoje, straha i smeha, napetost, zakrvavljene oči, povećan apetit, pogotovo nekontrolisanu potrebu za slatkišima.
Međutim, navedeni simptomi su relativni, budući da su reakcije na marihuanu individualne, tako da se mogu veoma razlikovati od osobe do osobe. Generalno posmatrano, sintetske droge imaju uži dijapazon simptoma, dok prirodne nemaju pravilo kako će uticati na određenu osobu. Značajnu ulogu igraju i faktori okruženja, situacije i slično.
Nasuprot tome, pojedinci i organizacije koji se bave time da se koristi kanabis u medicinske svrhe i legalizacijom marihuane, često u prvi plan ističu da je to najblaže i najslabije halucinogeno sredstvo, te pozitivne rezultate istraživanja na osobama obolelih od raznih bolesti (šizofrenije, Alchajmerove bolesti, epilepsije...).

## Медицинска употреба
ТХЦ, који се у фармацеутском контексту назива дронабинол, одобрен је у Сједињеним Државама у облику капсула или раствора за олакшање мучнине и повраћања изазваних хемотерапијом, као и анорексије изазване ХИВ/СИДОМ.
ТХЦ је активни састојак набиксимолса, посебног екстракта канабиса, који је одобрен као биљни лек у Уједињеном Краљевству 2010. године у облику спреја за уста за особе са мултиплом склерозом ради олакшања неуропатског бола, спастичности, хиперактивног бешике и других симптома. Набиксимолс (под називом Sativex) доступан је као лек на рецепт у Канади. Године 2021. набиксимолс је одобрен за медицинску употребу у Украјини.
ТХЦ је најраширенији састојак канабиса, познат по свом снажном опијајућем ефекту. Хронична употреба ТХЦ-а може довести до синдрома канабиноидне хиперемезе (CHS), стања које се карактерише цикличном мучнином, повраћањем и боловима у стомаку, који могу трајати месецима или годинама након престанка употребе.
Нежељени ефекти ТХЦ-а укључују црвенило очију, сувоћу уста, поспаност, краткотрајно погоршање памћења, тешкоће са концентрацијом, атаксију, повећан апетит, анксиозност, параноју, психозу (тј. халуцинације, бред), смањење мотивације и успорено време реакције, између осталог.
Средња смртна доза ТХЦ-а за човека није у потпуности позната због контрадикторних података. У истраживању из 1972. године, псима и мајмунима је давано до 90 мг/кг ТХЦ-а без икаквих смртних ефеката. Неке пацове су умрле у року од 72 сата након дозе до 36 мг/кг. У информативном билтену објављеном од стране Управе за борбу против наркотика САД 2020. године наводи се да „није забележен ниједан случај смрти услед предозирања марихуаном“.